# قيصوم سرخسي
قيصوم سَرْخَسِيّ أو أخيلية سرخسية نوعٌ آسيوي من النباتات المزهرة في الفصيلة النجمية، موطنه وسط وجنوب غرب آسيا (كازاخستان، أفغانستان، باكستان، إيران، العراق، تركيا، القوقاز).  وُطِّن أيضاً في أجزاء من أوروبا وأمريكة الشمالية.

## الوصف
هذا النبات معمر عشبي يطول حتى 4 قدم (120 سـم)، أوراقه شبيه بأوراق السرخس. فالأوراق خطية، وريشة، ومفصصة ومسننة، وشعرية وخشنة. الزهور مُرتَّبة في قوالب، أو عناقيد، ذات طابع معقد ؛ تكون كبيرة جدًا، قطرها 5 بوصة (13 سـم) . فترة الإزهار من منتصف الصيف إلى أواخره. 